# Сімон Гемпелер
Сімон Гемпелер (нім. Simon Gempeler, нар. 9 травня 1986, Фрутіген, Швейцарія) — швейцарський керлінгіст, учасник зимових Олімпійських ігор (2014). Чемпіон Європи з керлінгу (2013). Ведуча рука — права.

## Життєпис
Сімон Гемпелер народився у швейцарській комуні Фрутіген. Керлінгом почав займатися у 1999 році. У доолімпійський період Гемпелер брав участь у чемпіонаті світу (2013) та трьох континентальних першостях (2011, 2012, 2013), на останній з яких став чемпіоном Європи.
У лютому 2014 року Сімон у складі збірної Швейцарії взяв участь у зимових Олімпійських іграх в Сочі, що стали для нього першими у кар'єрі. З 9 проведених на Іграх матчів швейцарцям вдалося перемогти лише у трьох, внаслідок чого вони посіли восьме підсумкове місце і до раунду плей-оф не потрапили.

## Виступи на Олімпійських іграх
| Змагання                     | Місто | Місце | % кидків |
| ---------------------------- | ----- | ----- | -------- |
| Зимові Олімпійські ігри 2014 | Сочі  | 8     | 86%      |